# Leopold Friedrich (Gewichtheber)
Leopold Friedrich (* 1898; † 1962) war ein österreichischer Gewichtheber. Er gewann bei den Olympischen Spielen 1924 in Paris eine Bronzemedaille im Halbschwergewicht.

## Werdegang
Die Karriere von Leopold Friedrich als Gewichtheber begann nach dem Ende des Ersten Weltkrieges beim Leopoldstädter AK (Athleten-Klub) Wien. Später wechselte er noch zum Lohnfuhrwerker AK Wien.
1922 wurde er erstmals österreichischer Meister im Mittelgewicht. In einem Vierkampf verwies er dabei mit 380,5 kg Karl Freiberger vom Währinger AK Wien, der auf 378,5 kg kam, auf den 2. Platz. 1923 bestritt er die Weltmeisterschaften in Wien. Wiederum in einem Vierkampf erzielte er im Mittelgewicht 375 kg und wurde mit dieser Leistung hinter Karl Freiberger, der 387,58 kg erreichte, Vizeweltmeister. Im gleichen Jahr wurde er auch wieder österreichischer Meister, wobei er erstmals im Halbschwergewicht startend, im Vierkampf auf 407 kg kam und Rudolf Straßer vom AK Cherusker Wien auf den 2. Platz verwies.
1924 musste sich Leopold Friedrich sowohl bei der Wiener Meisterschaft, bei der er im Fünfkampf im Halbschwergewicht 499,5 kg erzielte, als auch bei der Olympiaqualifikation in Wien mit 475 kg seinem alten Konkurrenten Karl Freiberger, der 505 kg bzw. 487,5 kg erzielte, geschlagen geben. Bei den Olympischen Spielen 1924 in Paris kam Leopold Friedrich im Fünfkampf auf 490 kg. Mit dieser Leistung kam er hinter dem überragenden Franzosen Charles Rigoulot, der 502,5 kg erzielte und Fritz Hünenberger aus der Schweiz, der wie er 490 kg hob, aber etwas leichter war als er, auf den 3. Platz und gewann damit die Bronzemedaille. Karl Freiberger kam in diesem Wettkampf mit 487,5 kg auf den undankbaren 4. Platz.
1925 wurde Leopold Friedrich noch einmal österreichischer Meister im Halbschwergewicht hat. Mit 405 kg verwies er dabei in einem Vierkampf Viktor Biancho vom AK Herkules Wien auf den 2. Platz.
Danach erscheint Leopold Friedrich in keiner Siegerliste mehr.

## Erfolge
| Jahr | Platz  | Wettbewerb                    | Wettkampfart | Gewichtsklasse | Ergebnisse |
| ---- | ------ | ----------------------------- | ------------ | -------------- | --- |
| 1922 | 1.     | Österr. Meisterschaft         | VK           | Mittel         | mit 380,5 kg (70-85-85-120), vor Karl Freiberger, Währinger AK Wien, 378,5 kg (72,5-85-87,5-125) und Sebastian Haberl, Währinger AK Wien, 373,5 kg                                                                    |
| 1923 | 2.     | WM in Wien                    | VK           | Mittel         | mit 375 kg (75-95-85-120), hinter Karl Freiberger, 387,58 kg (77,5-95-90-125), vor Alberts Ozoliņš, Lettland, 355 kg                                                                                                  |
| 1923 | 1.     | Österr. Meisterschaft         | VK           | Halbschwer     | mit 407 kg (75-95-90-125), vor Rudolf Straßer, AK Cherusker Wien, 386,25 kg (80-87,5-90-120) |
| 1924 | 2.     | Wiener Meisterschaft          | FK           | Halbschwer     | mit 499,5 kg (75-95-90-95-135), hinter Karl Freiberger, 505 kg (75-90-92,5-90-135), vor Rudolf Straßer, 496 kg (82,5-90-92,5-90-120)                                                                                  |
| 1924 | 2.     | Olympiaqualifikation in Wien  | FK           | Halbschwer     | mit 475 kg (75-95-85-85-125), hinter Karl Freiberger, 487,5 kg (77,5-95-92,5-92,5-130) |
| 1924 | Bronze | OS in Paris                   | FK           | Halbschwer     | mit 490 kg (75-95-95-95-130), hinter Charles Rigoulot, Frankreich, 502,5 kg (87,5-92,5-85-102,5-140) und Fritz Hünenberger, Schweiz, 490 kg (80-107,5-80-97,5-125), vor Karl Freiberger, 487,5 kg (75-95-92,5-95-130) |
| 1924 | 1.     | Messe-Championat in Wien      | VK           | Halbschwer     | mit 400 kg, vor Anton Krenn, 385 kg und Raimund Jahn, 377,5 kg, beide Österreich |
| 1925 | 1.     | Österreichische Meisterschaft | VK           | Halbschwer     | mit 405 kg (80-100-95-130), vor Viktor Biancho, AK Herkules Wien, 396 kg |

Erläuterungen
- OS = Olympische Spiele, WM = Weltmeisterschaften
- VK = Vierkampf, bestehend aus einarmigem Reißen, einarmigem Stoßen, beidarmigem Drücken und beidarmigem Stoßen; FK = Fünfkampf, bestehend aus einarmigem Reißen, einarmigem Stoßen, beidarmigem Drücken, beidarmigem Reißen und beidarmigem Stoßen
- bis 1927 war in Österreich das freie und das unfreie Umsetzen gestattet. Athleten, die frei umsetzten erhielten einen "Zuschlag" von 10 % des gehobenen Gewichtes
- Mittelgewicht, Gewichtsklasse bis 75 kg, Halbschwergewicht bis 82,5 kg Körpergewicht